# محمية جبل النبي متى
محمية جبل النبي متى هي واحدة من أهم المحميات الطبيعية في سورية، أعلنت غابة جبل النبي متّى محمية حراجية طبيعية بموجب القرار رقم /211/ تاريخ29/9/2009.
تقع على كتف الجبال الساحلية في محافظة طرطوس وتشكل بتنوعها البيئي والحيوي وطبيعتها الساحرة صورة فنية متكاملة، تتميز بإطلالة خلابة والمناخ الرائع وتذخر أرضها بينابيع مياه عذبة تعد الأنقى في المنطقة.

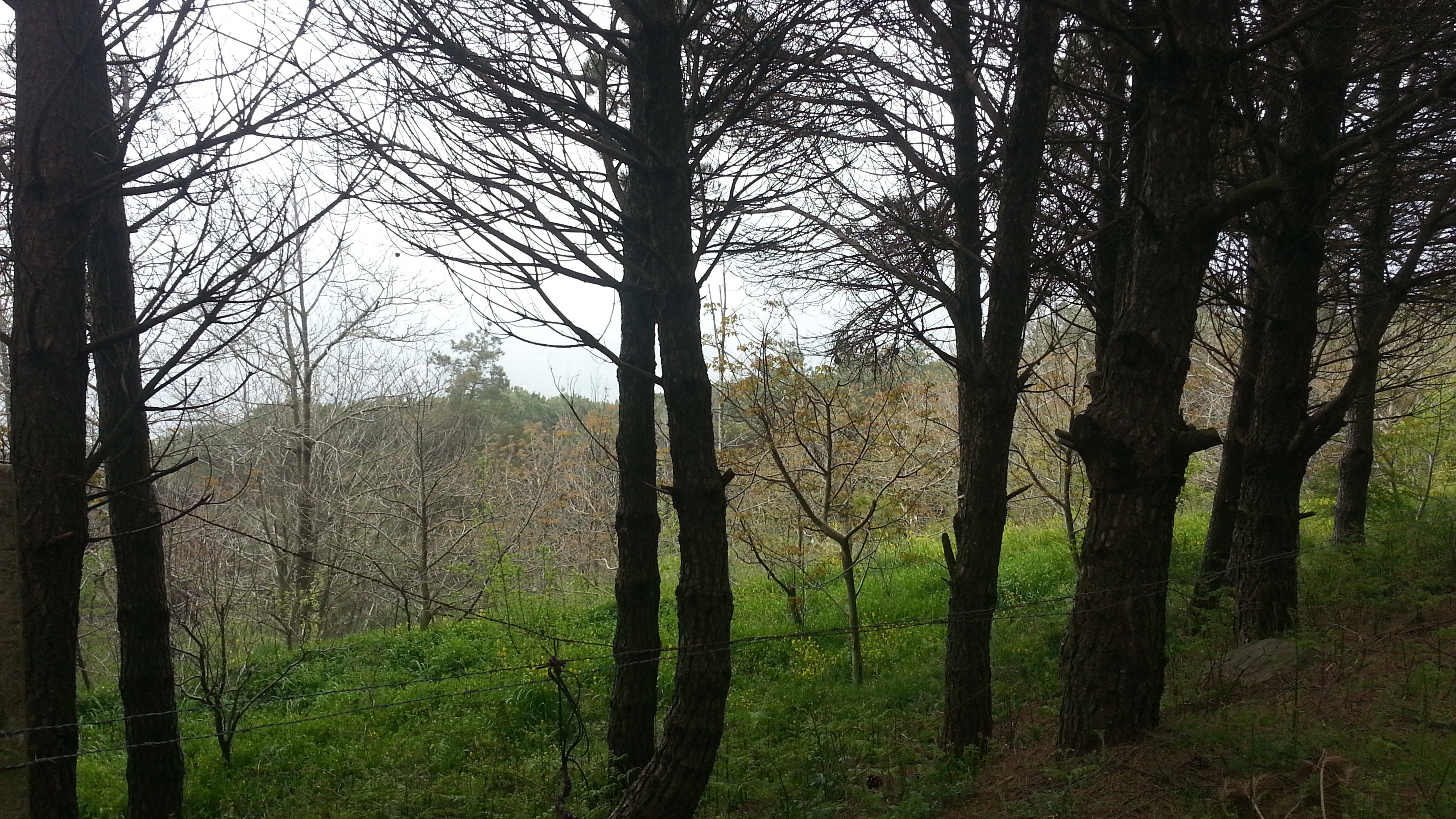

..

## الموقع
تقع غابة النبي متّى في ناحية دوير رسلان، تتبع منطقة الدريكيش وتبعد عن المنطقة نحو 20 كم وعن محافظة طرطوس نحو 53 كم.
تحيط بهذه الغابة قرى عديدة، فمن الشرق قرى المحيلبة – بيرة الجرد وغرباً قرى بمنة – حيلاتا – عين بستان وجنوباً القليعة- بيرة الجرد أما من الشمال فقرى بمنة – بشمشة – المحيلبة، تقع المحمية ضمن المناطق العقارية التالية: المحيلبة – القليعة – حيلاتا ويبلغ ارتفاع الموقع نحو 1100 م عن سطح البحر وتقدر مساحة الموقع بنحو 650 هكتارا محرج منها 450 تحريجاً اصطناعياً منذ عام 1976 بعدد من الأنواع الحراجية منها 200 هكتار من الكستناء.

## المناخ
معتدل صيفاً وبارد شتاءً ويبلغ معدل الأمطار السنوية فيها نحو 1800 مم، ويتميز الموقع بوجود عدد من ينابيع المياه دائمة الجريان وتتميز تربة المحمية بأنها متجانسة بازلتية رسوبية خالية من الكلس .

## الأنواع النباتية
تتميز غابة النبي متّى بوجود أشجار الصنوبر والكستناء وهي موقع تحريج اصطناعي متميز، تم تشجيره منذ عام 1976 بالأنواع النباتية المتنوعة:
- أشجار الكستناء
- أشجار الصنوبريات بأنواعها (البروتي، الحلبي، الثمري، الكناري، الأسود)
- أشجار الروبينيا الشوكية (زهر العنقود)
- أشجار الأرز اللبناني
- أشجار السرو دائم الاخضرار بصنفيه العمودي و الأفقي
- أشجار الشوح الكيليكي

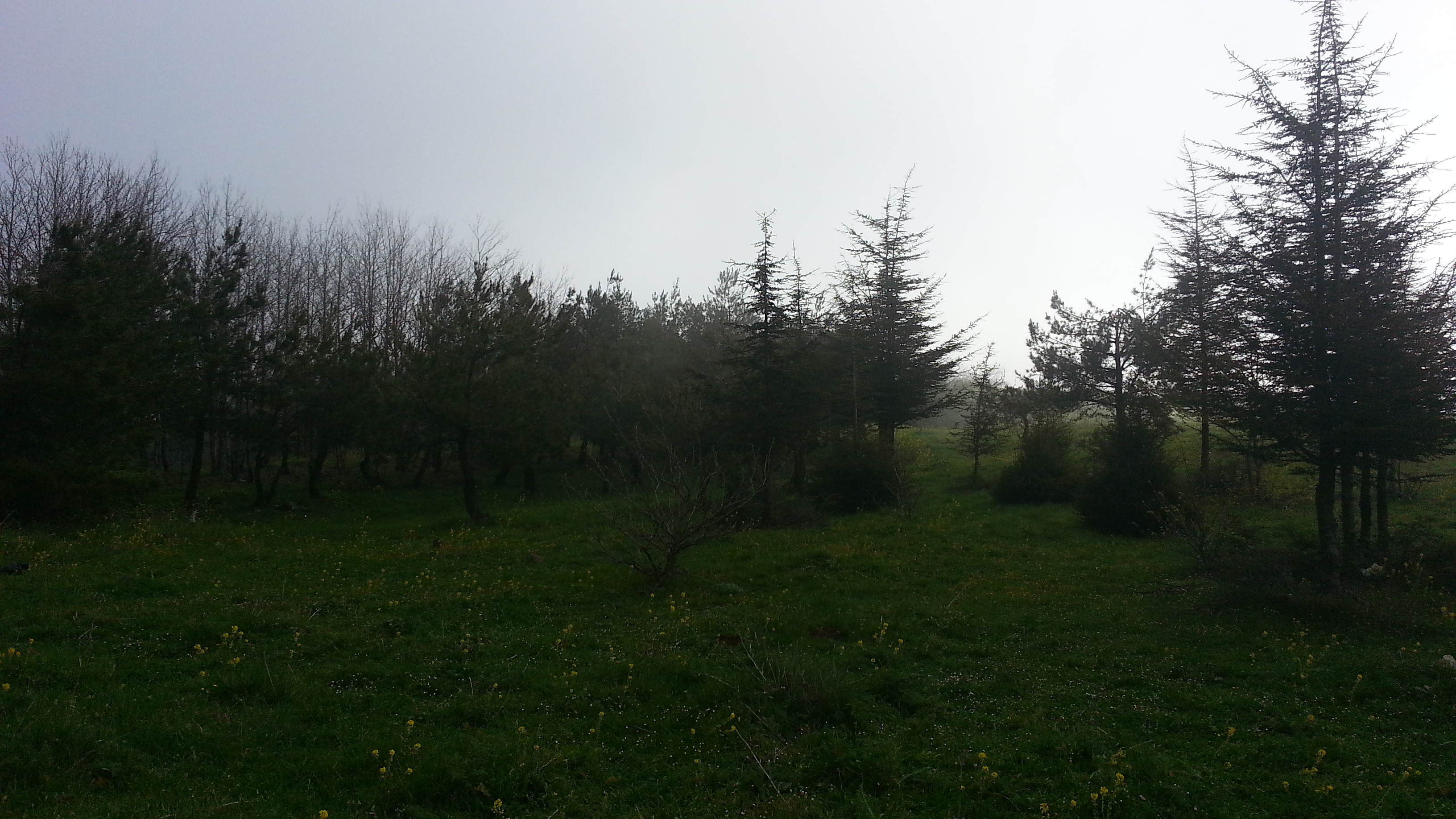

أما الأنواع الطبيعية الملاحظة في هذه المحمية فهي:
- السنديانيات (عادي- بلوطي- شبه العزري)
- الزعرور
- البلان الشوكي
- الصفصاف
- العليق (الديس)
- السرخس المذكر
- العديد من الأعشاب الحولية والمعمرة

## الأصناف الحيوانية

### ثدييات
تأوي المحمية بغابتها المتنوعة شتى أنواع الحيوانات البرية:
- الخنازير
- الضباع
- الذئب
- ابن آوى
- السنجاب
- القنفذ
- الخلد
- الغرير

### طيور
بالإضافة لوجود عدة أنواع من الطيور الجميلة أبرزها:
- الحجل
- الشحرور
- السمان
- الهدهد
- الباشق
- النسر الأقرع
- الغراب
- أبو الحن
- دجاج الحرش
- الحسون
- الدوري
- أبو زريق
- القبرة المتوجة
- الوروار

إضافة إلى وجود السلاحف والزواحف بأنواعها

## المقام
يوجد ضمن المحمية وعلى قمة الجبل بناء صغير يقال أنه ضريح النبي متى، بداخله قبر بطول ستة أمتار يزوره الناس المحليون للتبارك به.

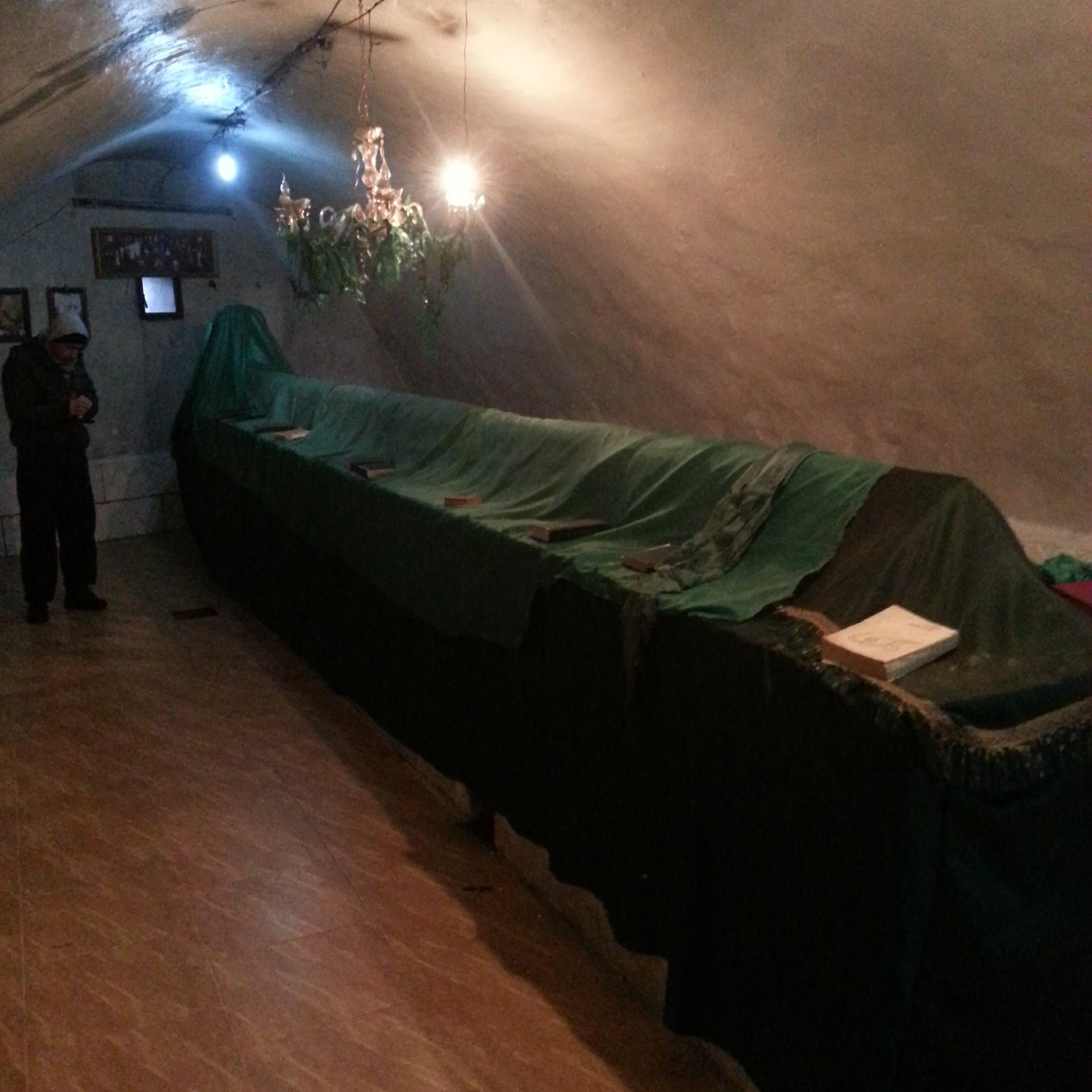
القبر
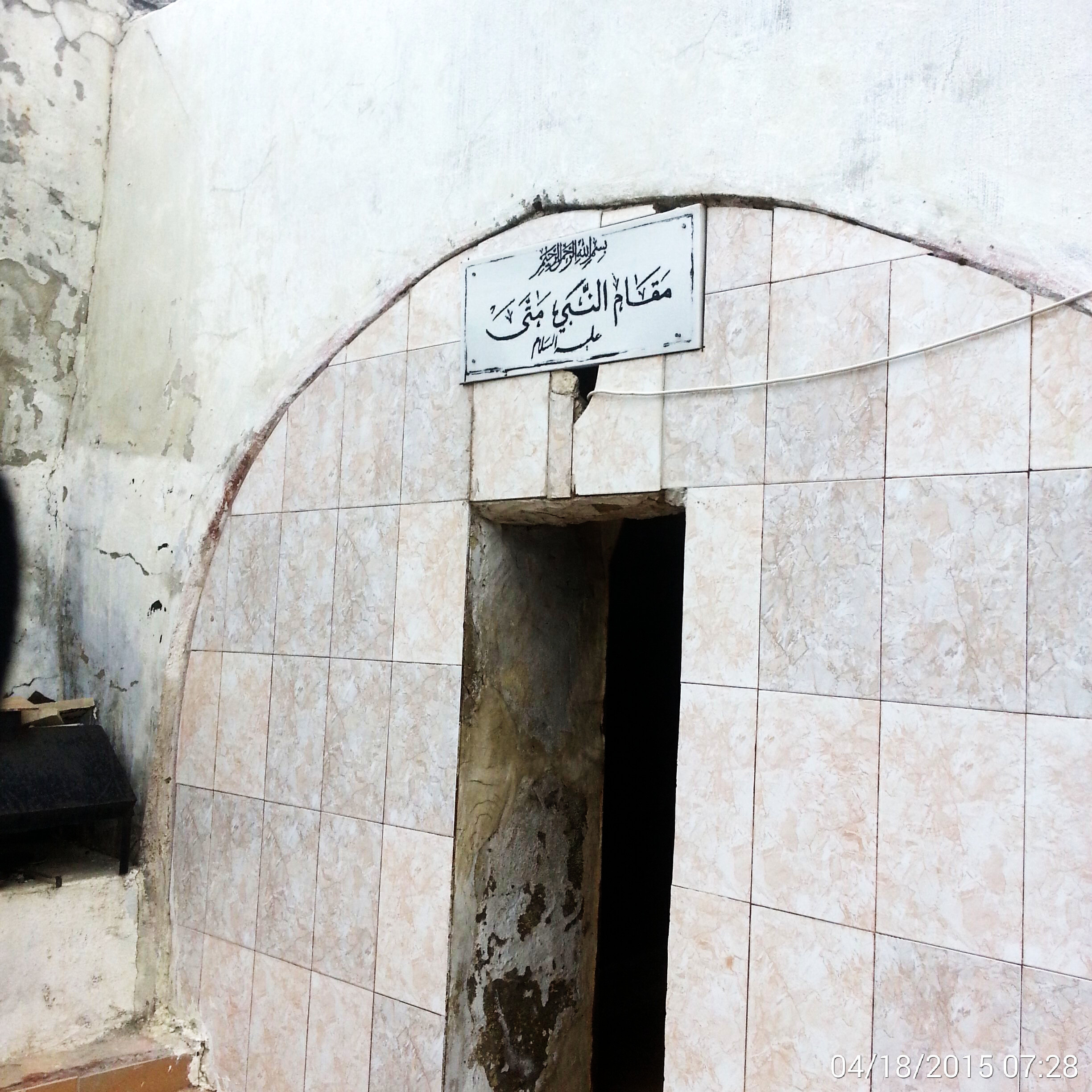
مدخل الضريح

## معرض صور

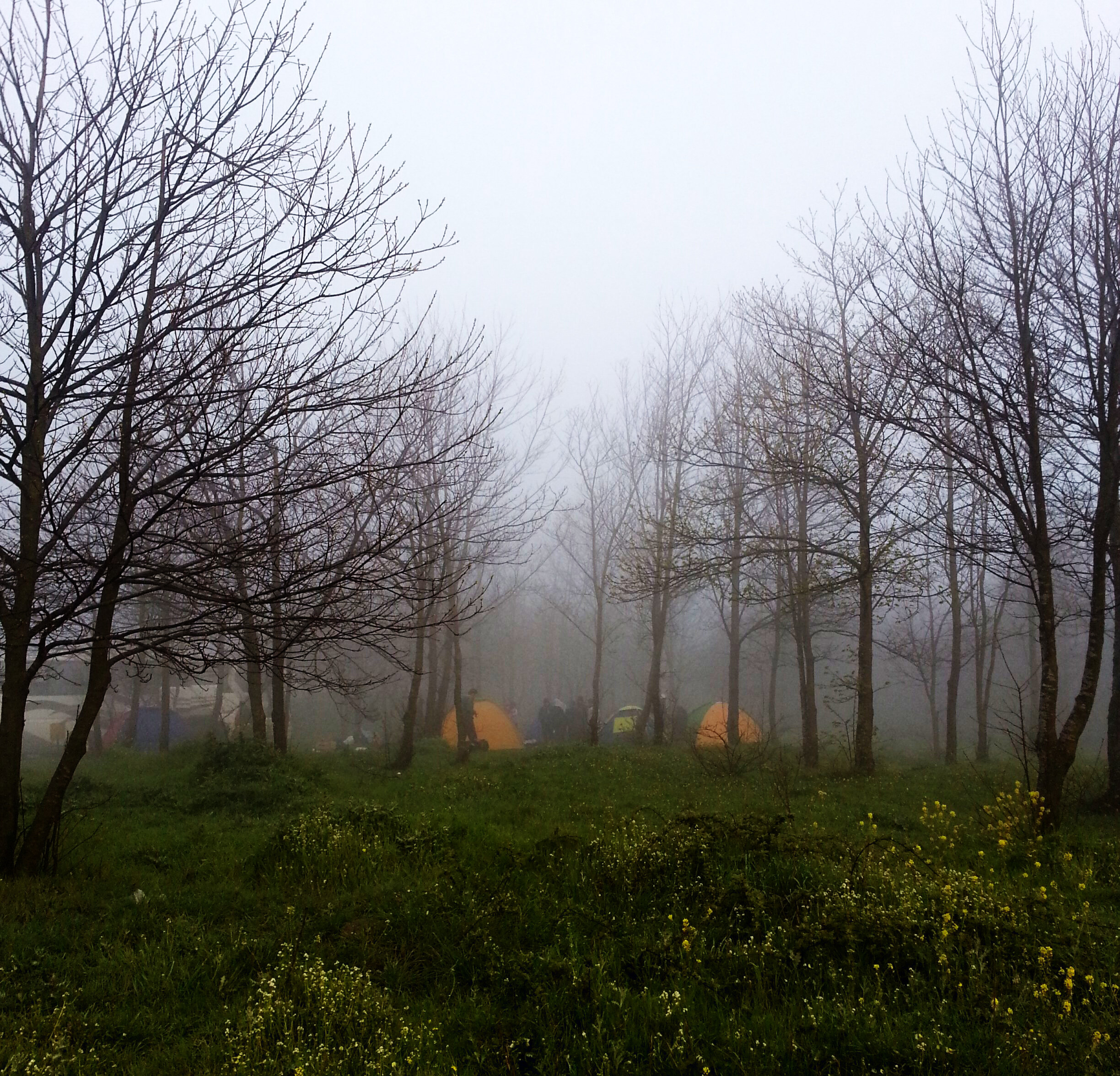
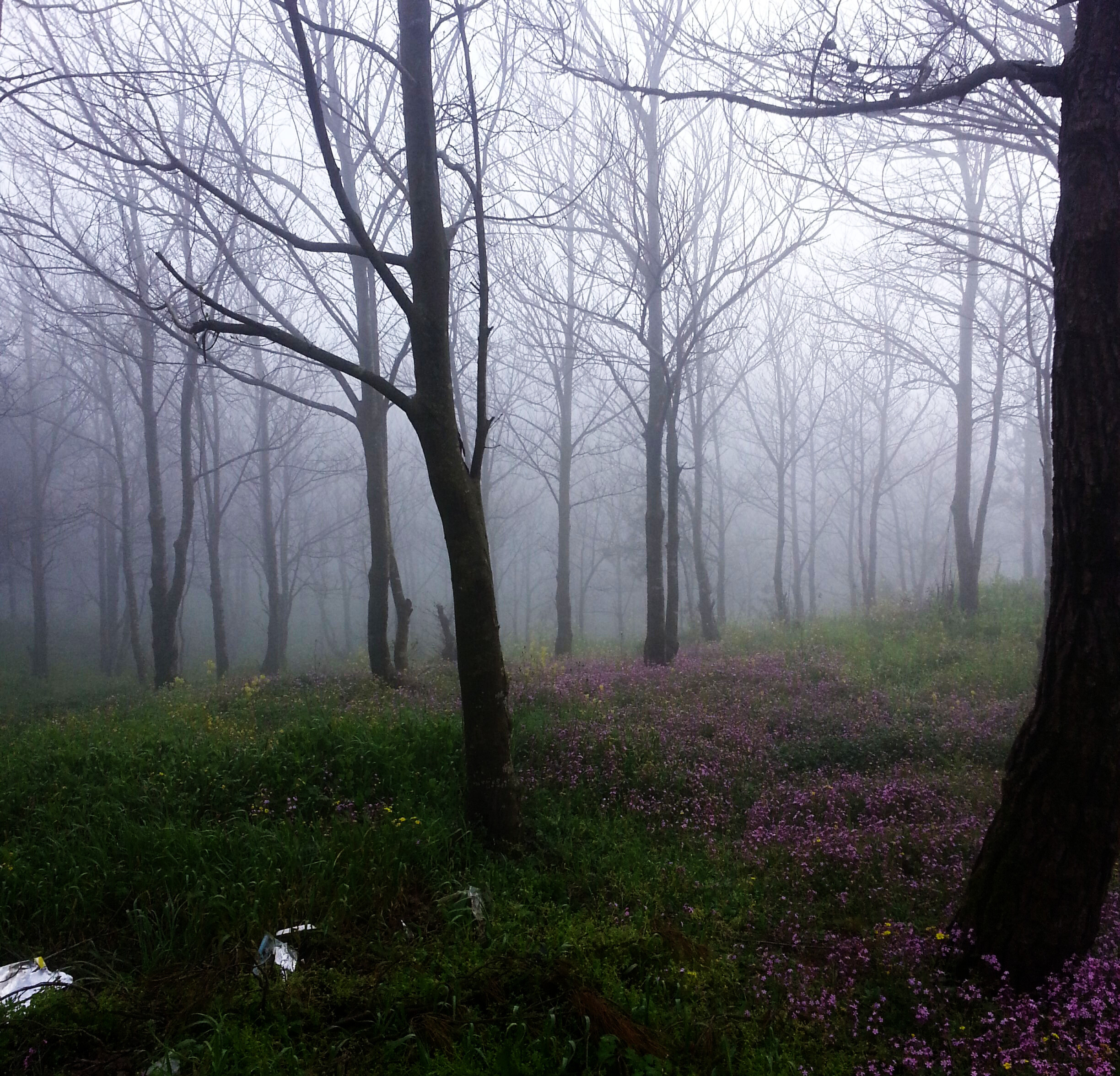
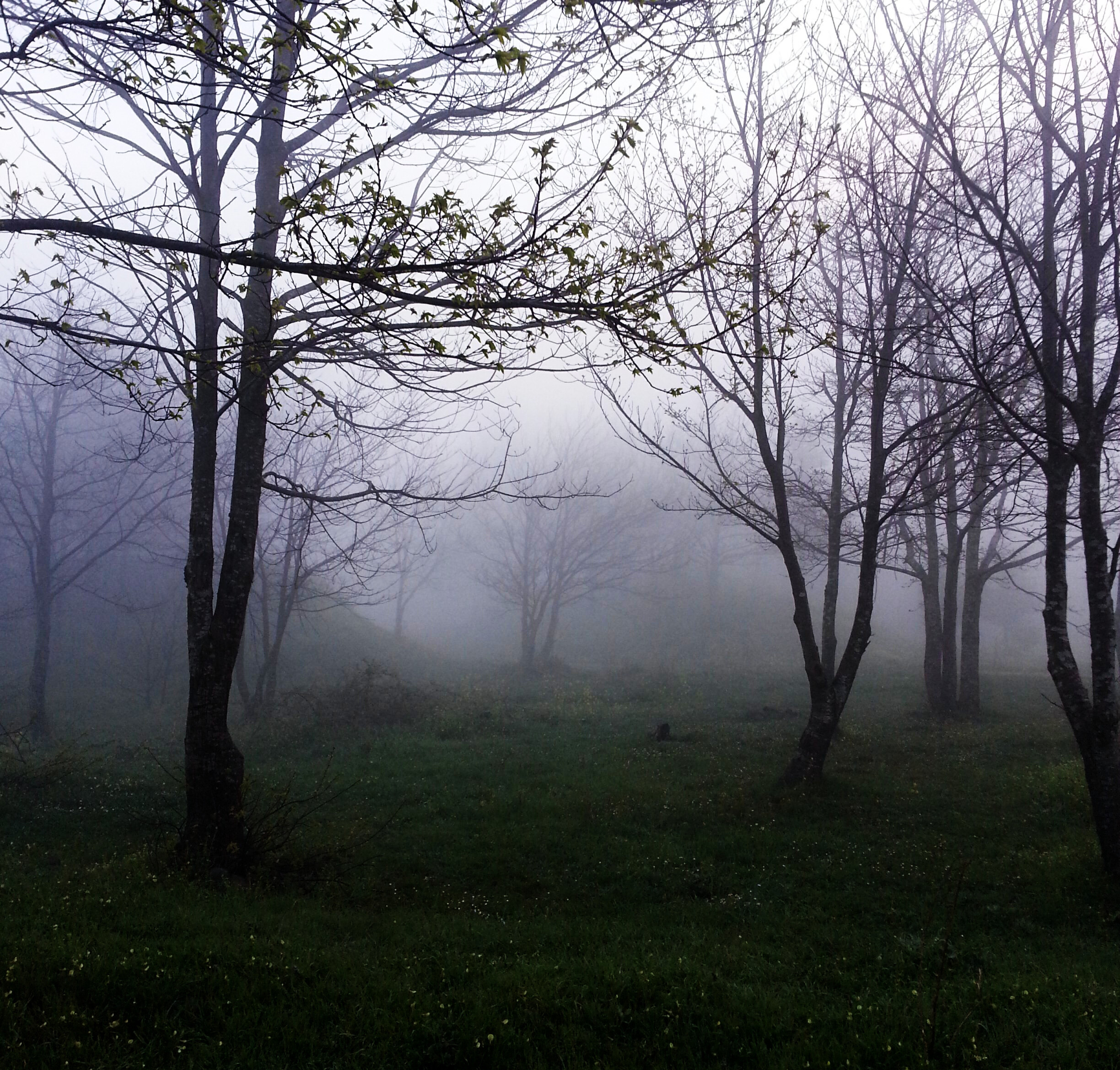
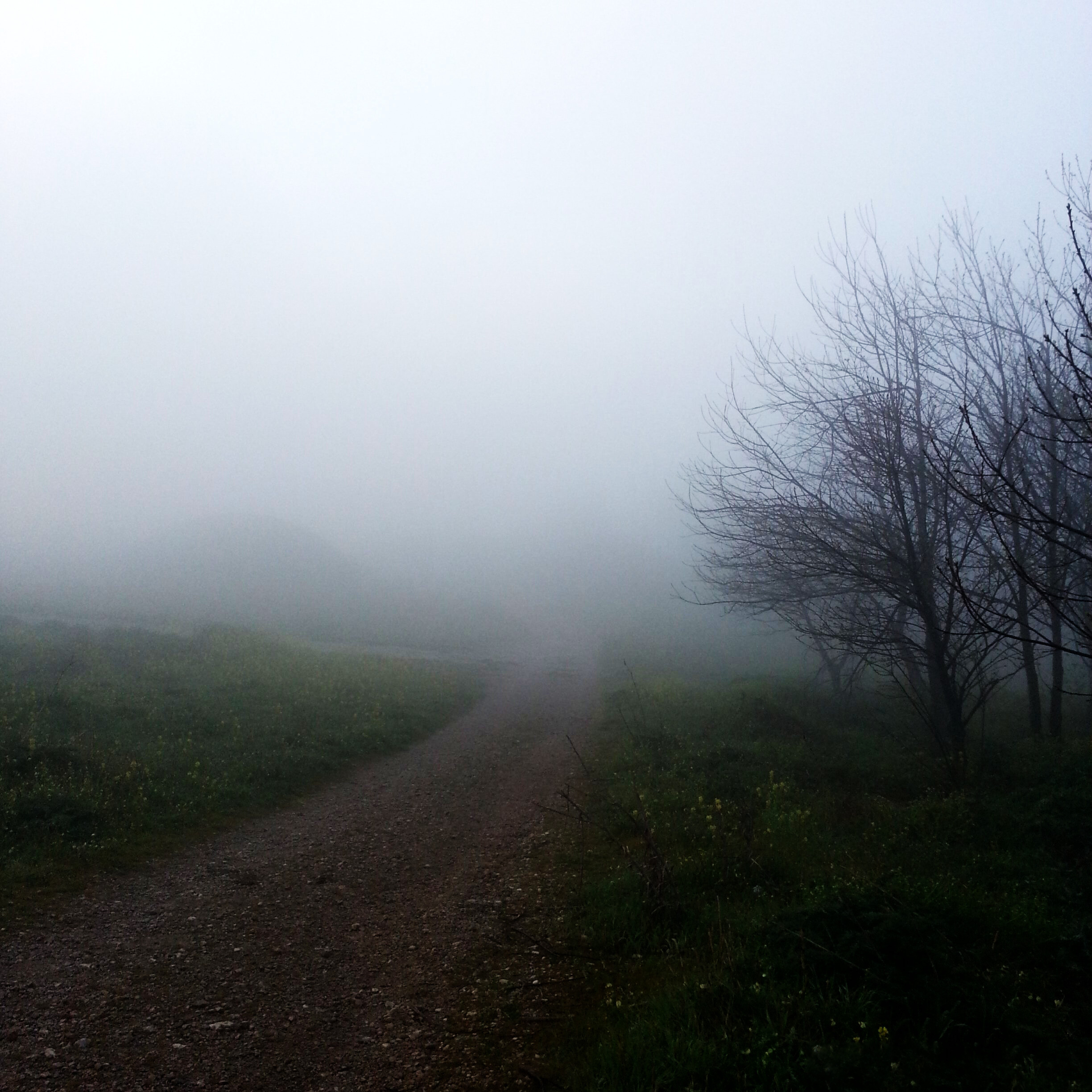
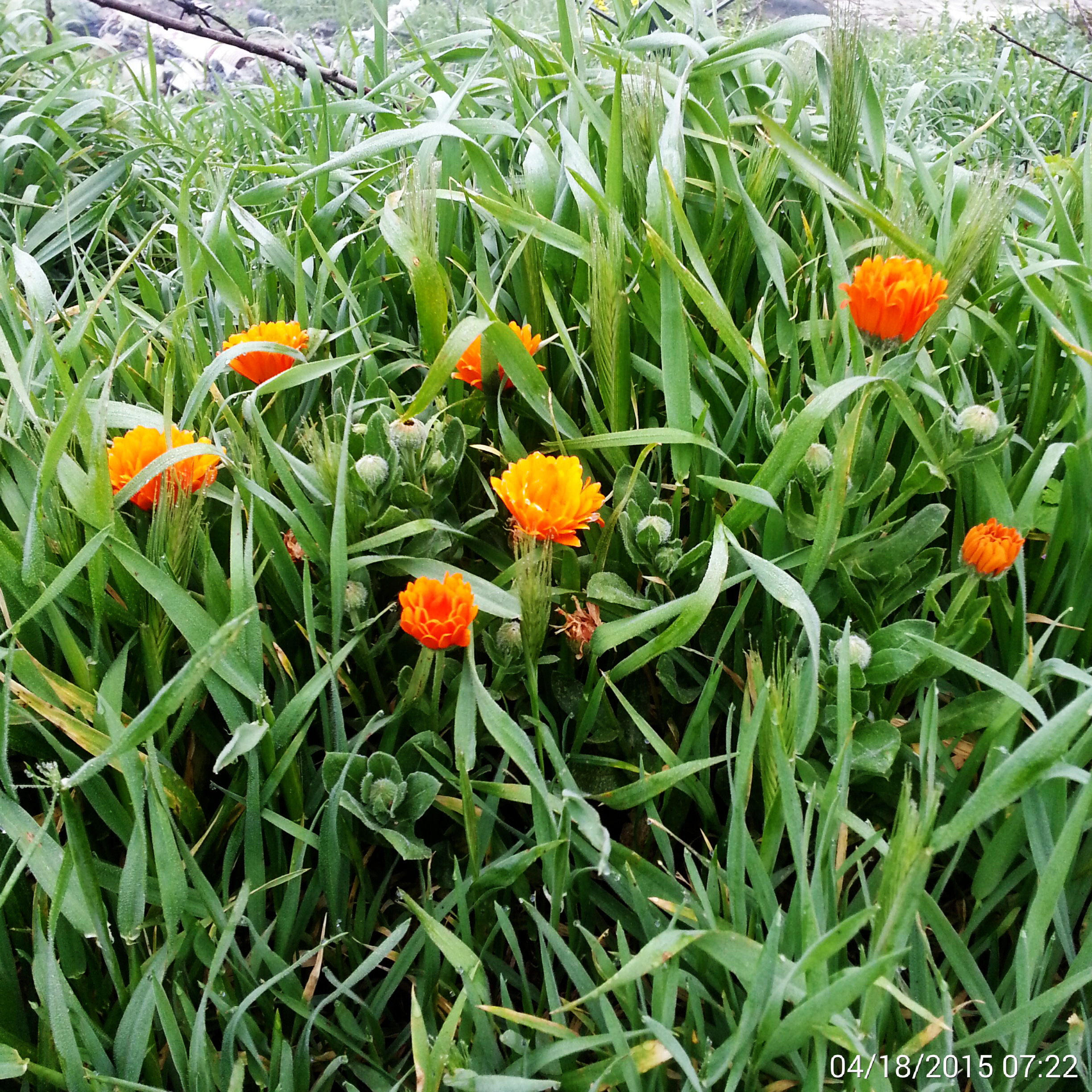
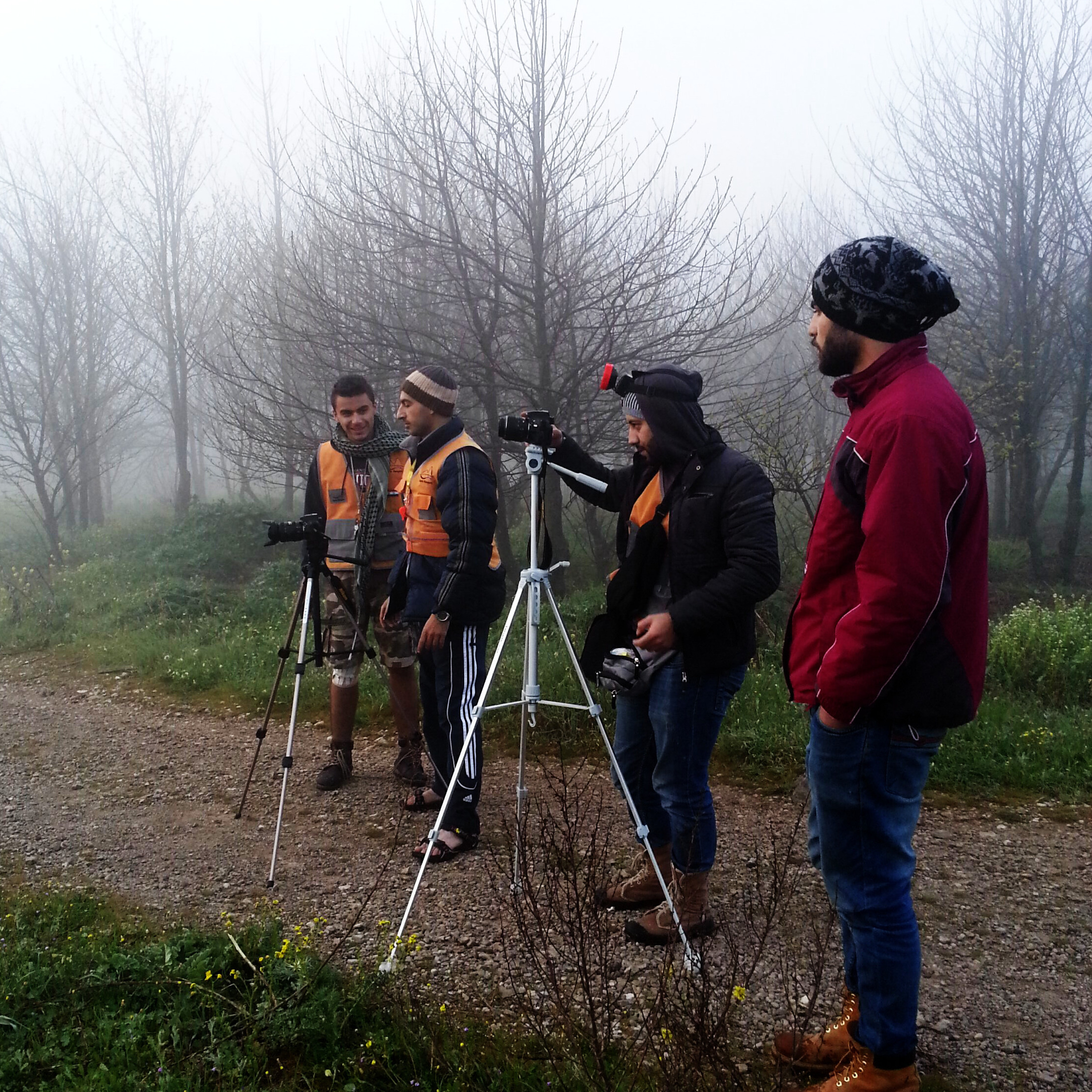
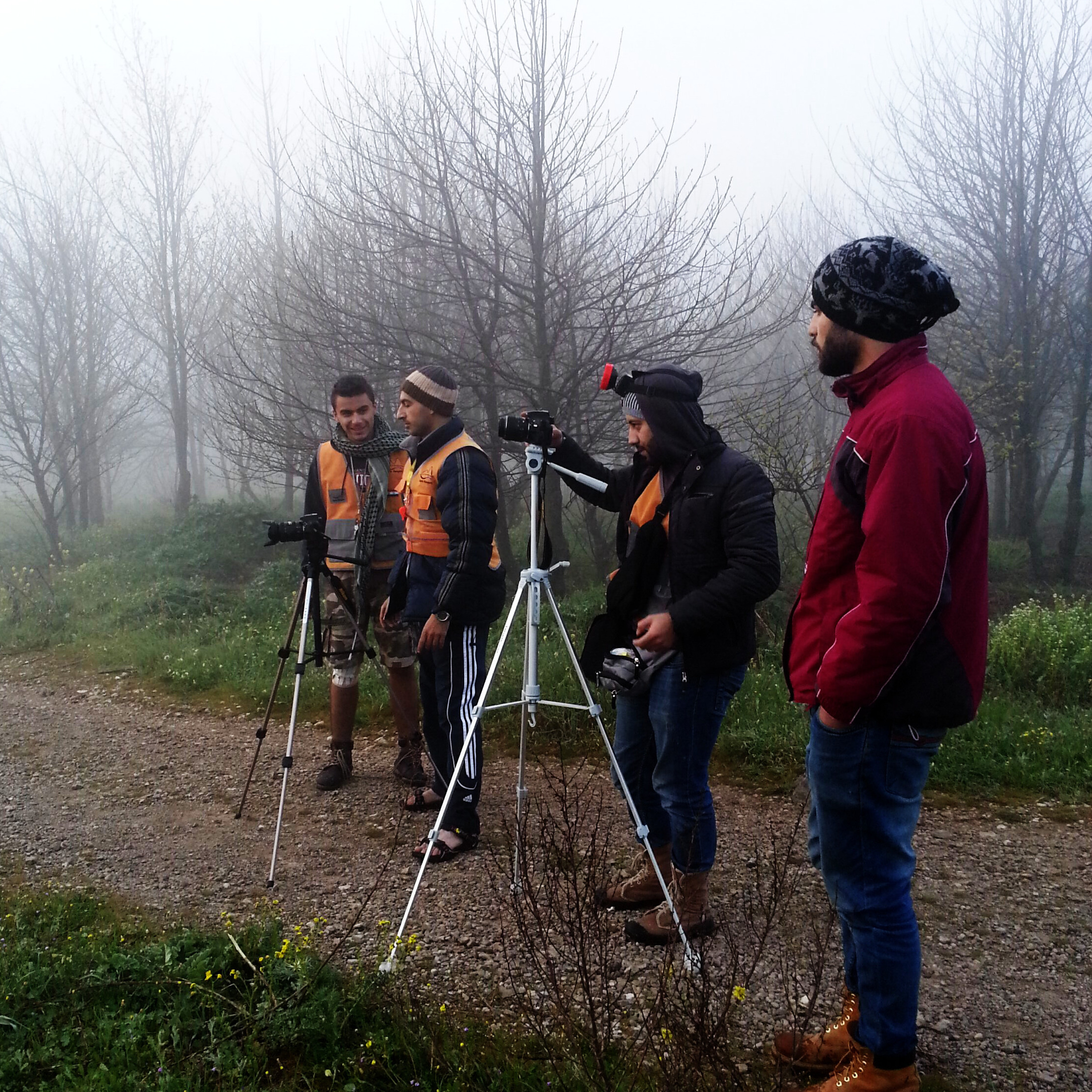
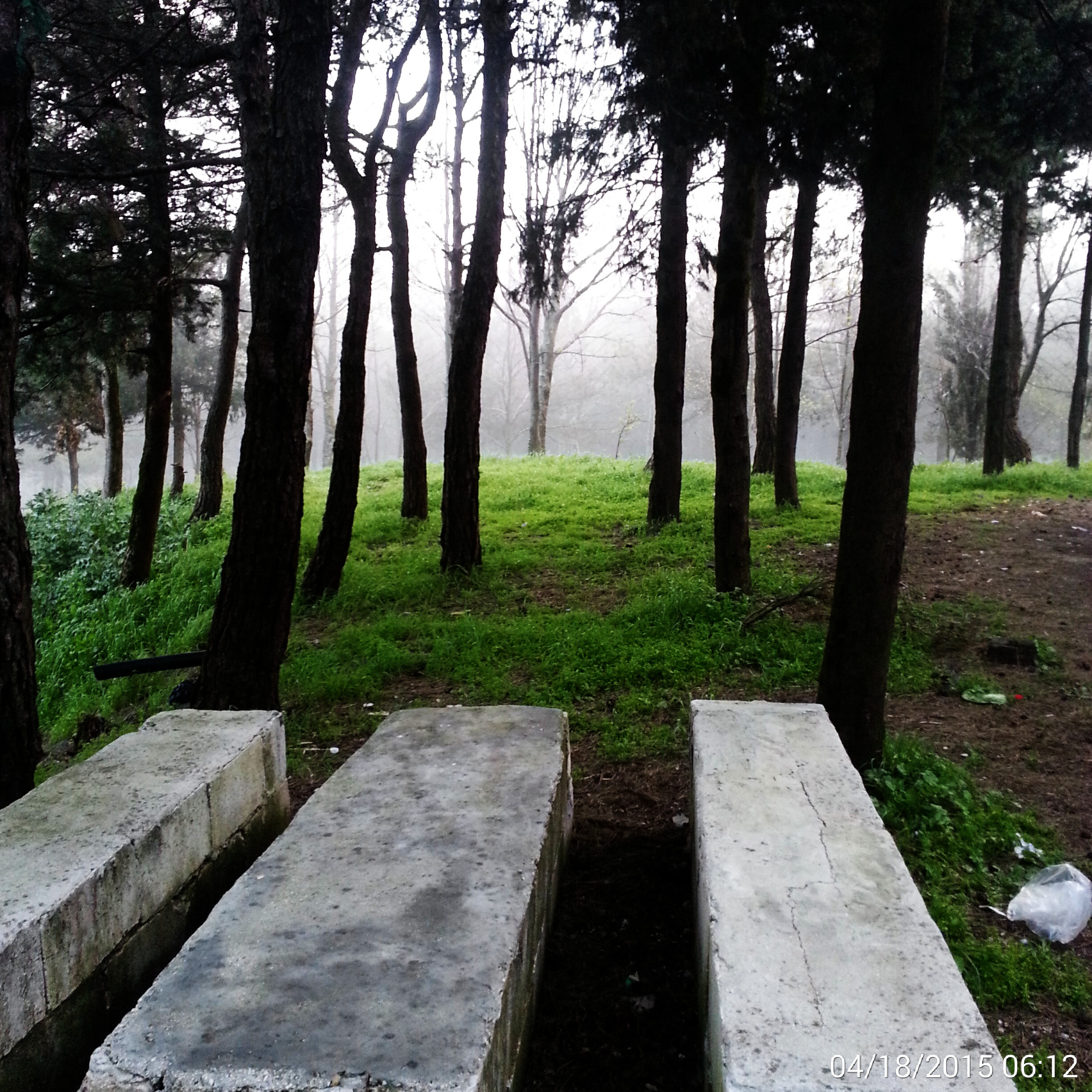
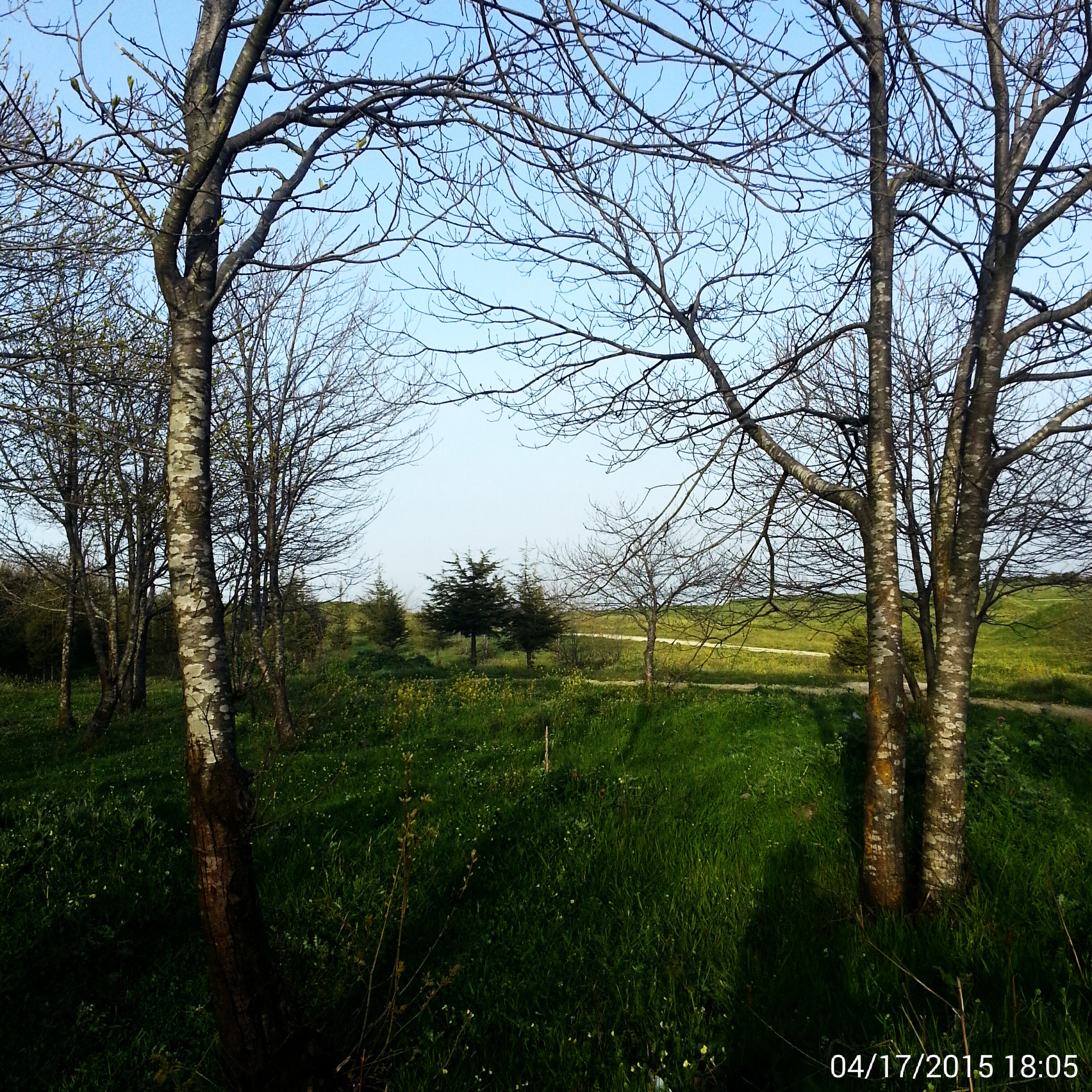
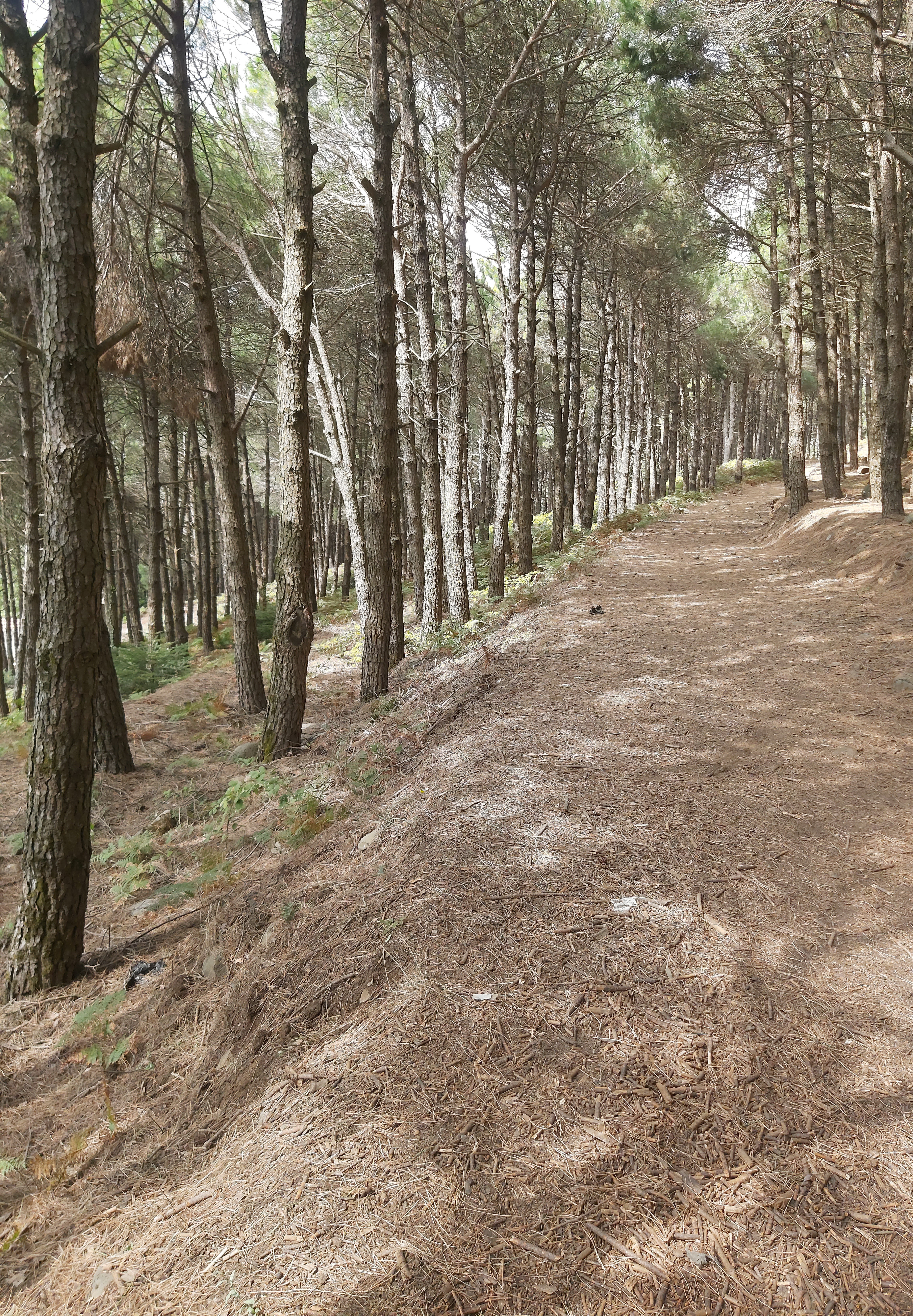